# میکا بورم
میکا بورم (انگلیسی: Mika Boorem؛ زادهٔ ۱۸ اوت ۱۹۸۷) یک هنرپیشه اهل ایالات متحده آمریکا است. وی از سال ۱۹۹۵ میلادی تاکنون مشغول فعالیت بوده‌است.

## سینما
- نگهبان (۲۰۱۰)
- دور از خانه (۲۰۰۴)
- چیزهایی .... (۲۰۰۰)
- وقتی که عنکبوت می‌آید (۲۰۰۱)
- قلب‌ها در آتلانتیس (۲۰۰۱)

## تلویزیون
- جس استون: تغییر اساسی (۲۰۰۷)
- دکتر هاوس (۲۰۰۷)
- رقص کثیف ۲ (۲۰۰۴)
- جو یانگ نیرومند (۱۹۹۸)
- نمایش درو کری (۱۹۹۷)